# Archi
Archi är en ort och kommun i provinsen Chieti i regionen Abruzzo i Italien. Kommunen hade 2 101 invånare (2018).